# Thomas Nolan Hansen
Thomas Nolan Hansen (født 13. juni 1971) er en tidligere dansk sub-eliteløber, og landstræner i mellem- og langdistanceløb. Han er nu personlig træner for en række af Danmarks bedste løbere. Han stillede som aktiv op for Sparta Atletik og var træner i klubben 1992-2003 
- Dansk landstræner 2003-2006.
- Elite træner i AGF-Atletik 2007-.
- Uddannet Cand. scient. i Idræt fra Københavns Universitet 1997.
- Har tidligere været træner for Robert K. Andersen, Annemette Jensen og Jesper Faurschou.
- Er nu træner for bl.a.: Maria Sig Møller og Ida Fallesen.

## Personlige rekorder
- 1500 meter: 3.57,21 min (indendørs, 1999),
- 5000 meter: 14.56,45 min
- 10 km: 31.51 min (1993 og 2000)